# Petrus Johann du Toit
Petrus Johann du Toit (Somerset West, 16 de março de 1888 – Pretória, 13 de novembro de 1967) foi um médico veterinário sul-africano, sucessor de Arnold Theiler como diretor do Veterinary Services em Onderstepoort entre 1927 e 1948.
Filho de Daniel Francois du Toit (1846–1923), um dos fundadores do Genootskap van Regte Afrikaners, proprietário do primeiro jornal em língua africâner, Die Patriot. Sua mãe foi Margaretha Magdalene van Nierop.
Foi eleito membro da Royal Society em 1951.

## Educação
Após completar o ensino médio du Toit foi para o Victoria College em Stellenbosch e depois para Zurique, onde obteve um doutorado em zoologia em 1912, obtendo um doutorado em ciências veterinárias na Universidade de Berlim em 1916. Passou depois três anos estudando doenças tropicais afetando animais domésticos, publicando Tropenkrankheiten der Haustiere em 1921 juntamente com Paul Knuth.